# Harmothoe bellani
Harmothoe bellani är en ringmaskart som beskrevs av Barnich och Fiege 2000. Harmothoe bellani ingår i släktet Harmothoe och familjen Polynoidae. Inga underarter finns listade i Catalogue of Life.